# 松雅湖（南）駅
松雅湖（南）駅（しょうがこみなみえき）は、中華人民共和国湖南省長沙市長沙県にある3号線の駅である。

## 駅構造
- 島式ホーム1面

## 駅周辺
- 吾悦広場
- 長沙県政務中心
- 松雅湖湿地